# Jorge Cardoso Pereira da Silva de Melo e Faro
Jorge Cardoso Pereira da Silva de Melo e Faro (Lisboa, 31 de Agosto de 1916 - Julho de 1992), também conhecido por Conde de Monte Real, foi um empresário agrícola e desportista português.

## Família
Filho de Artur Porto de Melo e Faro, Conde de Monte Real, e de sua mulher Laura Cardoso Diogo da Silva.

## Biografia
Foi grande Proprietário e distinto desportista em várias modalidades, nomeadamente em náutica e automobilismo, e tomou parte, com grande brilho, em competições internacionais, como o Rali de Monte Carlo onde obteve o 2.º lugar em 1951, foi presidente do Automóvel Clube de Portugal. Administrador do Banco Nacional Ultramarino. Em 1967 foi um dos nomes integrantes do escândalo do caso Ballet Rose, no qual acabou por ser absolvido.
Retirou-se do automobilismo em 1968.

## Casamento e descendência
Casou a 3 de Maio de 1939 com Maria Teresa de Castro Pereira Guimarães (Lisboa, 8 de Abril de 1918 - Lisboa, Prazeres, 23 de Março de 1975), filha de Óscar Guimarães e de sua mulher Maria Madalena van Zeller de Castro Pereira, tia materna de Francisco Pinto Balsemão e neta paterna de Rodrigo Delfim Pereira, da qual teve uma única filha:
- Maria Madalena de Castro Pereira Guimarães de Melo e Faro (Lisboa, 28 de Fevereiro de 1940), casada em Lisboa a 26 de Fevereiro de 1962 com Manuel Tudela Nogueira Pinto (Matosinhos, Leça da Palmeira, 4 de Novembro de 1935 - Porto, 1981), divorciados, do qual teve três filhas e um filho